# Antonio José García Muñoz
Antonio José García Muñoz, més conegut com a Torres (Linares, 1 de maig de 1974) és un exfutbolista andalús, que jugà de defensa.

## Trajectòria esportiva
La carrera de Torres ha estat lligada sobretot a equips de Segona B i Tercera. Només té al seu haver un partit a la primera divisió, disputat amb el Reial Saragossa la temporada 97/98.
A banda del filial aragonès, Torres va jugar amb el Ciudad de Múrcia, Algesires, Real Jaén, Mengibar o Granada 74. En aquest darrer equip va sofrir una greu lesió de genoll.